# Trackmania Turbo (jeu vidéo, 2016)
Vous lisez un « bon article » labellisé en 2018.  Il fait partie d'un « bon thème ».
Pour le jeu sorti en 2010 sur Nintendo DS, voir TrackMania Turbo (jeu vidéo, 2010).
Trackmania Turbo (parfois abrégé TMT) est un jeu vidéo de course de la série TrackMania, développé par Nadeo et édité par Ubisoft le 22 mars 2016 sur PlayStation 4, Xbox One et PC (Windows). Premier jeu de la franchise à connaître une sortie multi-plates-formes, il en reprend le concept, un gameplay simple et très arcade, sans collision entre les véhicules, qui sont dirigés avec des contrôles basiques. Le cœur de la franchise repose également sur son éditeur de niveau permettant de créer des pistes personnalisées et de les partager, et son multijoueur.
Le jeu adopte un aspect arcade beaucoup plus marqué que ses prédécesseurs et propose un nouvel environnement graphique, et de nombreux modes de jeux multijoueur inédits notamment en local, comme « Double driver » dans lequel deux joueurs contrôlent la même voiture, « Fun », inspiré de Mario Kart, ou le mode « Arcade » qui consiste à rentrer dans un top 10. L'éditeur de niveau innove en introduisant un système de génération aléatoire de piste.
Trackmania Turbo est très bien accueilli par la presse spécialisée lors de sa sortie, malgré quelques petites critiques diverses et régulières mais minimes de la part de tous les observateurs. Les médias estiment que la franchise n'a rien perdu lors de la conversion sur les consoles next-gen du moment (8e génération) et que le jeu est l'un des meilleurs dans le genre jeu de course arcade sur console (à ce moment-là en 2016). Le jeu se dote en novembre 2016 d'une compatibilité avec la réalité virtuelle, grâce à un patch permettant de jouer sur Oculus Rift, HTC Vive et le PlayStation VR, sur 40 nouvelles pistes dédiées à ce gameplay. Le nouvel environnement RollerCoaster Lagoon est adapté dans TrackMania²: Lagoon en 2017.

## Système de jeu

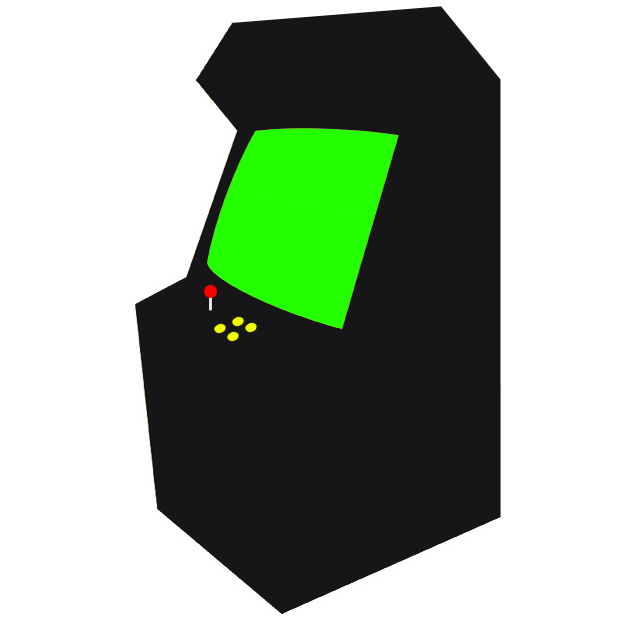
Le positionnement de Trackmania Turbo est beaucoup plus marqué arcade que dans les précédents opus.

### Généralités
Trackmania Turbo est un jeu de course atypique, très axé arcade. C'est une adaptation du gameplay de la franchise TrackMania débutée en 2003 sur PC. Le positionnement arcade de ce jeu est beaucoup plus appuyé que dans les précédents opus et est très clairement affiché grâce au message avant le début de chaque course du type « Insérez une pièce ou appuyez sur le bouton [...] pour démarrer ». Le jeu, centré sur la conduite, est très éloigné des simulations complexes et réalistes du genre,. Il ne figure donc aucune statistique technique, aucun réglage de véhicule à effectuer, pas de passage de vitesse. Le concept est basé sur la simplicité, notamment de ses contrôles, seulement quatre touches fléchées sont nécessaires pour diriger le véhicule (accélérer, freiner, tourner à gauche et à droite). Les pistes sont atypiques et démesurées, et comportent par exemple des loopings, des tronçons de pistes accélérateurs ou qui coupent le moteur puis le réactivent plus loin, des tremplins obligeant à réaliser des sauts gigantesques au-dessus du vide, mais aussi des obstacles,,,. Les circuits sont souvent comparés à ceux des jeux de voiture miniature et de construction de circuit électrique routier de la marque Scalextric, ou Hot Wheels, ou parfois à un mélange des jeux vidéo Stunt Car Racer et RollerCoaster Tycoon,. C'est la plupart du temps des tronçons de route plutôt que des circuits, durant moins d'une minute, mais certaines pistes proposent plusieurs tours à effectuer,,. Ces pistes sont balisées de checkpoints. Le joueur doit recommencer souvent ces courses atypiques dans le but d'en mémoriser les spécificités. Le concept de TrackMania impose donc une grande part de méthode essai-erreur, afin de découvrir et maitriser les particularités de chaque piste,,,. Pour faciliter cet aspect, deux boutons permettent de recommencer à tout moment en réinitialisant le jeu au début ou à un checkpoint,.
L'objectif est de réaliser le meilleur temps sur une piste donnée, dans un contre-la-montre, et de remporter la médaille d'or, d'argent et de bronze, représentant les trois meilleurs temps,,. De plus, une autre récompense appelée « TrackMaster » impose d'aller encore plus vite que la médaille d'or. Sur la piste, figurent des concurrents (désactivables), notamment les trois meilleurs temps, correspondant aux médailles. Il ne figure aucune collision en les voitures appelés « véhicules fantômes » ou « ghosts », et si des trajectoires se croisent, les véhicules se traversent sans se toucher. Le jeu est donc axé sur la recherche des trajectoires idéales et de l'obtention du meilleur temps. Les médailles permettent de débloquer progressivement le contenu, notamment les circuits. Les médailles de bronze débloquent les pistes blanches et vertes, l'argent débloque les pistes bleues et rouges, alors que les pistes noires sont débloquées par les médailles d'or. Il est également possible de remporter une médaille « Joker » permettant de contourner le déblocage progressif des pistes ; pour l'obtenir, le joueur doit remporter trois fois une même médaille sur une piste, celle-ci remplace alors la médaille au niveau supérieur, si le joueur n'arrive pas à l'atteindre. Lorsque le joueur réussit un meilleur temps sur une piste, cette course devient un ghost, qu'il peut tenter de battre. Le joueur peut également télécharger des ghosts d'autres joueurs pour tenter de les battre. En outre, les versions consoles du jeu proposent une série de succès à accomplir.
Les victoires en solo permettent de débloquer des éléments notamment dans les éditeurs. En solo, le jeu intègre un système de classement au niveau mondial, continental, national, régional, départemental et communal,. Le jeu propose plusieurs positions de caméra, à la première et à la troisième personne. Certaines parties de pistes sont affichées en vue à la première personne, notamment lors des loopings, quel que soit le choix d'affichage du joueur,.
Lors de chaque début de course, les voitures sont lâchées depuis un hélicoptère pour atterrir sur une rampe inclinée. Il existe un temps de chargement avant toute première course sur une piste, variable en fonction de celle-ci, qui est absent lors des redémarrages,. Durant les loopings ou sur les pistes inclinées ou inversées, la voiture colle à la route, si elle conserve un certain niveau de vitesse ; sinon, elle perd cet effet de magnétisme.

### Environnements

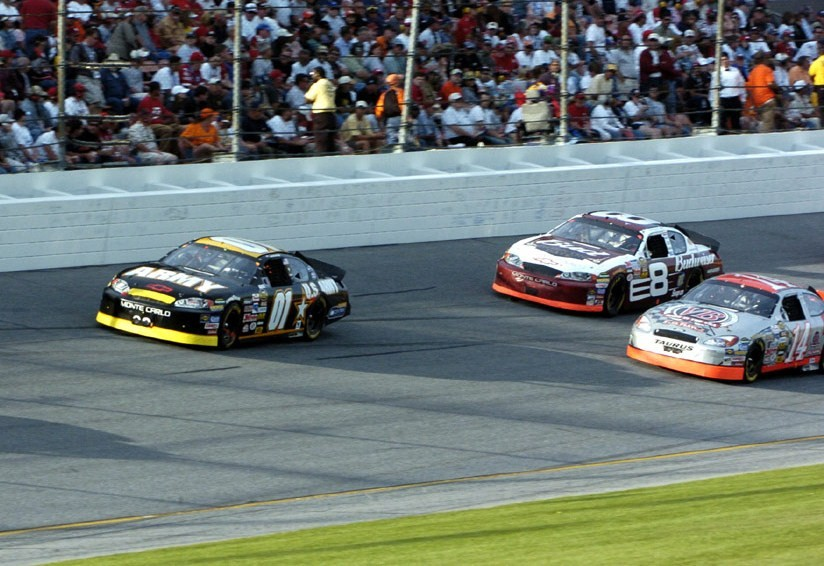
L'univers Canyon Grand Drift propose une sorte de buggy directement inspiré du NASCAR.

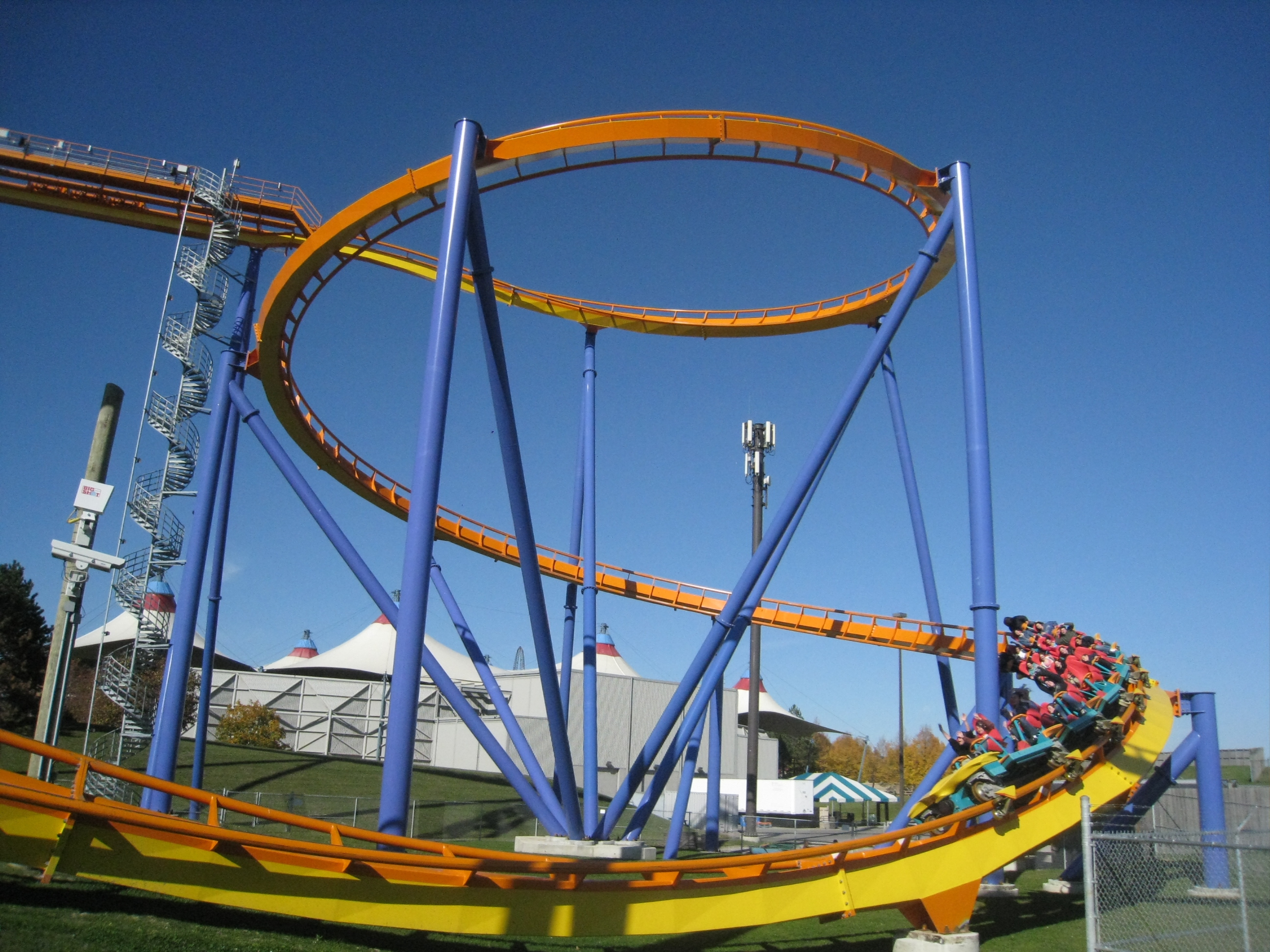
RollerCoaster Lagoon est un environnement inédit inspiré de l'Asie du Sud-Est, qui comporte des sortes de structures de montagnes russes.

Trackmania Turbo est composé de quatre environnements, quatre biomes proposant chacun une voiture différente à la conduite et au gameplay spécifique. Chaque univers propose différents revêtements de sol, imposant différents styles de conduite, comme le goudron, la terre, le sable ou l'herbe. Trois environnements sont adaptés des précédents épisodes et seul RollerCoaster Lagoon est inédit.
Canyon Grand Drift est similaire à l'univers Canyon de TrackMania²: Canyon. Il se déroule sur des routes plutôt étroites serpentant dans des canyons et en hors-piste, dans un décor nord-américain ressemblant au Grand Canyon, et qui privilégie les sauts,,. Cet environnement propose une sorte de buggy très puissant inspiré du NASCAR, qui a tendance à déraper,.
Down & Dirty Valley reprend l'ambiance rallye de l'univers Rally des précédents jeux comme TrackMania²: Valley. Cet environnement champêtre, arborant forêts et prairies, propose au joueur de conduire une sorte de buggy, doté d'une carrosserie de Coccinelle ou de New Beetle,,,,. Cette voiture est dotée d'une direction très sensible et les pistes peuvent être goudronnées ou en terre,.
International Stadium est similaire aux environnements Stadium de TrackMania Nations (et Nations Forever) et TrackMania²: Stadium. Comme à l'accoutumée, cet univers qui se déroule dans un stade de compétition, entouré de tribunes, place le joueur au volant d'une sorte de monoplace de Formule 1, qui ne dérape pratiquement pas, et impose une conduite précise,,,,,,. Les pistes, souvent surélevées, proposent différents revêtements comme le goudron, ou la terre sur des tronçons ressemblant à du Supercross.
RollerCoaster Lagoon est un nouvel environnement doté d'un thème tropical et d'une ambiance ensoleillée, situé sur un archipel dans l'Asie du Sud-Est,,. Le véhicule, au gameplay très radical, est une sorte de buggy très bas et très large, avec un moteur électrique placé à l'arrière, qui procure une accélération vive,,,. Les pistes comportent des structures de montagnes russes avec des loopings, à la manière des circuits miniatures Hot Wheels. Ces parties permettent à la voiture de coller au sol quelle que soit l'inclinaison de la piste,. Cet univers propose différents revêtements de sol, comme l'herbe, le sable et le goudron, mais aussi du plancher de bois,,,. La voiture possède une adhérence à toute épreuve sur ces structures métalliques, mais perd ses qualités sur toutes les autres surfaces.

### Modes de jeu
Trackmania Turbo propose plusieurs modes de jeu,. Des modes multijoueurs inédits et secrets sont déverrouillables grâce à des codes secrets.
En solo, le mode « Campagne » permet de jouer les courses classiques de la franchise en contre-la-montre. Ce mode inclut 200 pistes pré-construites,, classées par dix, dans cinq niveaux de difficulté représentés par des couleurs (blanc, vert, bleu, rouge et noir). Certaines obligent à réaliser plusieurs tours. En début de course, le joueur peut choisir d'affronter un fantôme pour gagner la médaille de son choix. Si le joueur parvient à obtenir toutes les médailles TrackMaster, un nouveau mode appelé « Super Solo » est débloqué. Celui-ci est identique au mode solo classique mais comporte des temps de référence plus difficiles,.
En local, le jeu peut s'effectuer sur des pistes créées par les joueurs ou sur les 160 pistes du mode solo (toutes sauf le niveau noir). Le jeu permet de jouer en hotseat jusqu'à quatre joueurs au tour par tour. Un joueur établit le meilleur temps, puis le joueur le plus lent doit conduire jusqu'à battre ce temps de référence, et ainsi de suite. Chaque voiture dispose d'une quantité limitée de carburant, laissant la victoire au joueur tombant en panne sèche en dernier.

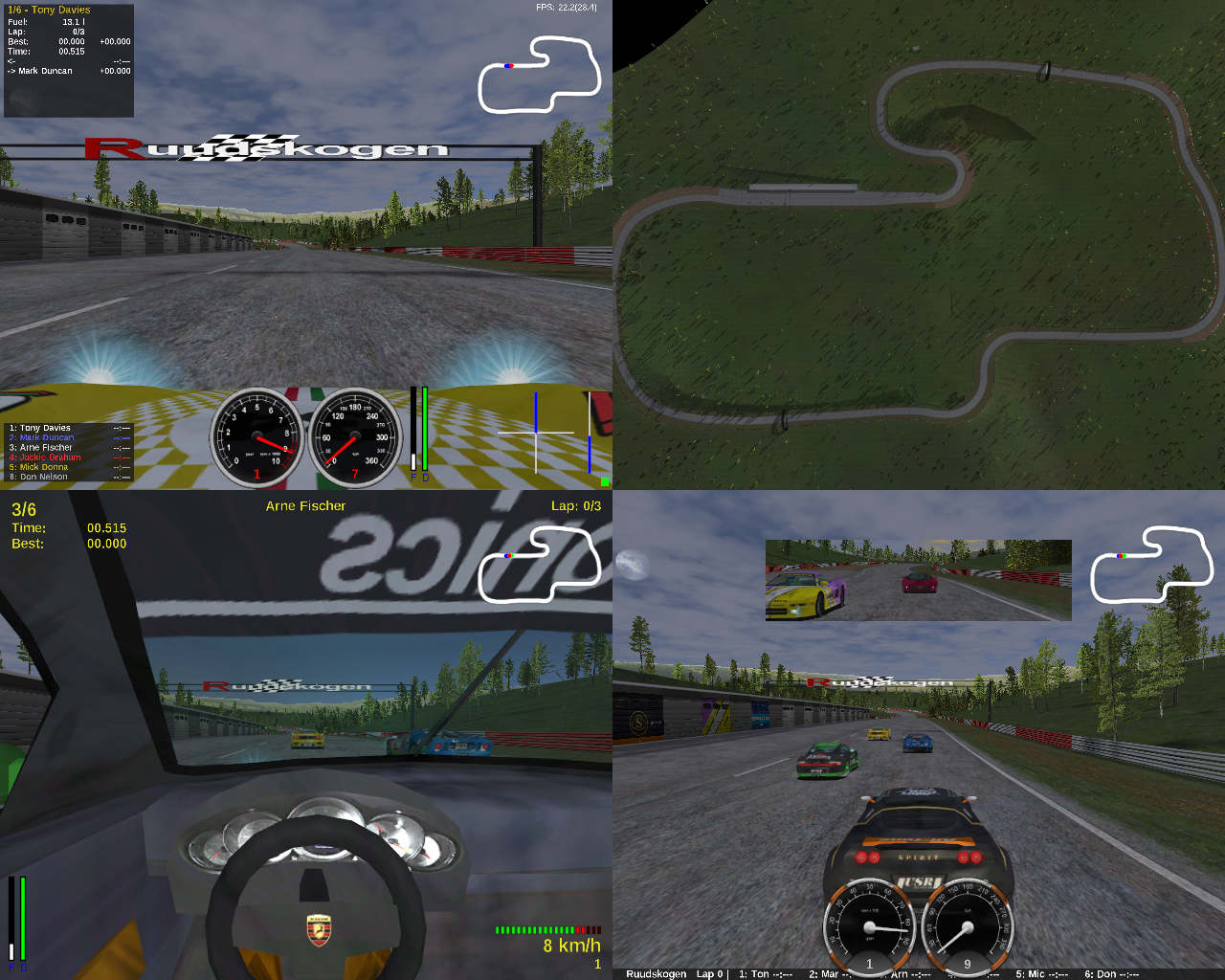
Le jeu intègre de nombreux modes de jeux inédits, dont un en écran splitté, inspiré de Mario Kart, qui propose un gameplay avec collision entre les véhicules et de nombreux bonus à ramasser.

Le mode « Split Screen » permet de jouer en écran splitté jusqu'à quatre personnes. Pour conserver un framerate constant à 60 fps, la qualité des graphismes est automatiquement redescendue. Ce mode d'affichage propose plusieurs modes de jeu, dont certains peuvent être joués en équipe,. Le mode « Smash » oblige le joueur à appuyer répétitivement et rapidement sur le bouton afin d'accélérer plus que ses adversaires et d'arriver à les dépasser,. Le mode « Double driver » est un nouveau mode de jeu dans lequel deux joueurs contrôlent un même véhicule simultanément, à l'aide d'une manette chacun. Des indicateurs affichent à l'écran ce que fait chaque joueur (tourner, accélérer, freiner) pour permettre une meilleure coordination. Le jeu crée une trajectoire pondérée en fonction des actions des deux joueurs, uniquement quand ils appuient en même temps sur les mêmes boutons,. Chaque joueur agit sur 50 % du comportement de la voiture. En réseau local, ce mode peut être joué jusqu'à 16 personnes en simultané. Un mode de jeu appelé « Fun », inspiré de Mario Kart, propose un gameplay avec collision entre les véhicules et de nombreux bonus à ramasser, comme des turbos ou des power-ups permettant de faire grossir la voiture et de pousser les adversaires,. Des objets sont proposés à chaque checkpoint, et peuvent par exemple être des sauts, un modificateur de gravité, ou un lanceur de voiture. Un mode Stunt consiste à réaliser des cascades et des figures telles que des tonneaux et des vrilles. Ces figures permettent d'activer un turbo qui peut faire accélérer le véhicule. Le mode « Arcade » consiste à réaliser le meilleur temps dans un contre-la-montre, pour rentrer dans un top 10,,.
« Online Racing » permet de jouer en multijoueur sur Internet. Il reprend le système classique du contre-la-montre. Sur PC, le jeu en ligne repose sur la plate-forme Uplay, plutôt que sur Maniaplanet. Le multijoueur permet d'accueillir jusqu'à 100 joueurs sur un même serveur de jeu,. Il intègre un système de classement au niveau mondial, continental, national, régional, départemental et communal. Plusieurs modes de jeu sont disponibles. Time Attack est le classique contre-la-montre. Sur une piste, les joueurs peuvent réaliser autant de tentatives qu'ils le désirent pendant les 5 minutes de la session, puis un classement est établi avant qu'une nouvelle session de jeu recommence et ainsi de suite. Dans Rounds, chaque joueur dispose d'un seul essai à chaque tour, pour réaliser un meilleur temps que ses adversaires. Le mode Laps permet de réaliser plusieurs tours de pistes. Le mode Stunt est également disponible. Dans le mode « Mono Screen » inspiré des Micro Machines,, la caméra, qui est très éloignée et affiche les voitures en plus petit qu'à l'accoutumée, effectue des tours de circuit et le joueur doit rester à l'écran,,. Si la voiture du joueur sort de l'écran, il perd des vies, alors qu'il en gagne en passant premier aux checkpoints,,.

### Éditeurs
Le cœur du concept de TrackMania repose également sur son éditeur de niveau performant et la possibilité pour la communauté de partager ou de télécharger ses créations. L'éditeur appelé Trackbuilder permet au joueur de créer des pistes personnalisées,. Cette version de l'éditeur est beaucoup plus optimisée que les précédentes et bénéficie d'un rendu plus intuitif. Il est dorénavant disponible en trois modes (débutant, normal, et avancé), qui offrent progressivement au joueur de plus en plus de fonctionnalités. L'éditeur permet également de partager les créations en ligne. Il intègre un système de génération aléatoire de piste, permettant au joueur d'y jouer immédiatement,.
L'éditeur de peinture permet de personnaliser les voitures en modifiant les couleurs, avec près de 200 drapeaux de pays, des mascottes ou logos,. Les casques des pilotes peuvent également être personnalisés. 96 skins de voitures sont disponibles et 250 objets sont déblocables.

### Trackmania TurboVR
Trackmania Turbo est compatible avec l'Oculus Rift,, le PlayStation VR et le HTC Vive,.
La totalité du jeu n'est pas compatible avec la VR, mais 40 pistes sont spécialement conçues pour ce mode de gameplay. Le joueur doit lancer le jeu classique et lancer l'option « VR Experience ». Les menus et séquences sont en deux dimensions et seules les courses sont en réalité virtuelle. Les pistes sont jouables via le mode « Campagne », soit en contre-la-montre classique, dont 32 sont déblocables progressivement grâce aux médailles, et réparties par 10 dans des coupes dédiées aux quatre environnements,,. Ces pistes sont également jouables en hotseat dans le mode « Arcade », qui propose à chaque joueur, au tour par tour, de tenter de rentrer dans un top 10,. En jeu, la caméra est placée légèrement en arrière et en hauteur de la voiture,. Sa position change dans les loopings comme dans le jeu classique, pour passer en vue à la première personne. La conduite en réalité virtuelle n'est pas possible en dehors des pistes, comme dans le jeu original. Un classement de joueurs spécifique à la VR en fonction des résultats est disponible,. Un niveau supplémentaire est affiché en 2,5D.

## Développement

### Conception et édition multi-plates-formes
Trackmania Turbo est développé par Nadeo et, pour la première fois dans la franchise, dans l'optique d'une sortie multi-plates-formes sur les consoles next-gen du moment (8e génération) PlayStation 4 et Xbox One, en plus du PC. Le studio français est pourtant attaché au PC pendant de nombreuses années depuis sa création, et ne voit pendant longtemps que des désavantages à travailler sur console ou sur mobiles. C'est la première adaptation de la franchise sur console par le studio, dans la mesure où les titres TrackMania sur Wii et Nintendo DS sont conçus par Firebrand Games entre 2008 et 2010 sous le giron de Focus Home Interactive.
Cette sortie multi-plates-formes permet de donner accès à TrackMania à de nombreux joueurs via les consoles de salon, qui auparavant n'en avaient pas l'opportunité à cause de l'exclusivité PC. Ainsi, et dans une optique de convivialité, l'équipe choisit de développer de nombreux modes jouables en multijoueur local. Par exemple, Double driver, mode dans lequel deux joueurs dirigent une même voiture, est en l'occurrence la volonté de réunir les joueurs sur une même partie, où par exemple selon Florent Castelnérac, un père peut jouer avec son fils.

### Influences
Tommy François, directeur du développement des propriétés intellectuelles chez Ubisoft, compare Trackmania Turbo à un jeu d'arcade des années 1990 mis au niveau de la technologie des années 2010. François Alaux, designer et directeur créatif chez Nadeo, confirme cette volonté pendant tout le processus d'en faire un jeu d'arcade typique de cette période. L'équipe essaye d'imiter le gameplay simple et rapide de ces jeux. Seulement trois boutons sont nécessaires pour jouer (avancer et direction) et le joueur peut recommencer rapidement à tout moment, grâce aux boutons de réinitialisation. Les menus et les sons tentent également de rappeler les jeux d'arcade d'antan. Alaux précise également l'envie de l'équipe de célébrer la culture graphique de l'affichage urbain. En outre, elle cherche à créer « une sorte d'évènement, une sorte de X Games mélangé aux Jeux olympiques ». Le jeu s'inspire donc du sport extrême. Par exemple, les voitures sont lâchées depuis un hélicoptère pour atterrir sur une rampe inclinée. L'équipe fait aussi des choix sur les différents types de véhicules, principalement des buggys, en gardant cet aspect à l'esprit.
L'équipe s'attache à rendre le jeu universel, facile d'accès mais difficile à maîtriser, en conservant son aspect hardcore. Son plus gros défi a été de rendre les différents éléments du jeu cohérents.

### Conception des environnements
Les quatre environnements comportent des éléments communs, certains blocs sont similaires, en particulier les checkpoint, les accélérateurs ou les arrivées, dans le but de permettre au joueur de bien identifier qu'il est dans le jeu Trackmania Turbo.
Dans l'univers Stadium, l'équipe choisit de créer une carrosserie plutôt inspirée des monoplaces de Formule 1 des années 1980, dans le but d'avoir une plus grande surface de carrosserie et permette finalement de mieux afficher les différents drapeaux des pays. Le véhicule de Canyon est un buggy directement inspiré des voitures du NASCAR. Pour Down & Dirty Valley, l'équipe cherche à marier les sensations des environnements Rally et Coast des deux premiers jeux de la série, qui proposent une conduite axée sur le dérapage, dans la mesure où une partie des joueurs apprécient ce gameplay, avec une sensibilité importante, identique à celle du premier TrackMania. Les éléments de montagnes russes du biome RollerCoaster Lagoon avaient déjà été exploités durant le développement de l'univers Snow du premier opus. Cependant, ceux-ci avaient été écartés, amenant trop de diversité, avec déjà un univers enneigé et une surface boisée au sol. Cette idée est donc réutilisée dans cet environnement, avec un gameplay proche de celui d'Island (TrackMania Sunrise) et un mélange de celui de Snow, avec une voiture qui répond très précisément aux commandes. Selon Castelnérac, la réactivité de la voiture de Lagoon est inspirée du jeu Tetris et de sa capacité à mettre en rotation les tétrominos très rapidement.
Grâce aux différents niveaux de difficulté des pistes, Nadeo a pour but de faire progresser les joueurs sur chaque environnement, avant et afin de leur permettre de jouer en multijoueur avec les meilleurs joueurs du monde.

### Conception des graphismes et messages
Pour la conception des graphismes, l'équipe reprend la même méthode de travail qu'elle a utilisée sur les précédents jeux, où tous les artistes de Nadeo conçoivent globalement de la même manière. Ceux-ci partent d'un bloc de construction existant, comme un bloc de route ou un checkpoint, et y rajoutent des éléments comme des arbres, des lampadaires, tout en prenant soin que chaque bloc soit en adéquation avec les plus proches, du point de vue de la couleur du bitume, ou par exemple des rebords de route ou de la végétation. Tous ces blocs personnalisés sont regroupés pour créer un biome particulier, ou une piste dans un environnement précis.
Pour personnaliser les voitures, l'équipe a essayé de créer des logos et visuels qui sont culturellement communs dans le monde entier. Elle décide aussi de proposer divers messages et de « jouer avec des phrases ou des citations internationales emblématiques ». Sur les panneaux qui jouxtent ou surplombent la piste, elle place des expressions idiomatiques issues de plusieurs pays comme le Japon, le Royaume-Uni ou la France. Certains panneaux comportent des indications comme « Slow down » (« ralentissez »), destinés à être des repères de conduite. Par exemple, certains comportent « If you can read this you are too slow » (« Si vous pouvez lire ceci, vous roulez trop lentement »), permettant d'indiquer au joueur qu'il ne va pas assez vite ou n'est pas assez concentré sur la piste.

### Compatibilité avec la réalité virtuelle
La compatibilité avec Oculus Rift est dévoilée dès la première annonce du jeu lors de l'E³ 2015. Celle avec le PlayStation VR, à ce moment-là appelé Project Morpheus, est également annoncée. Compte-tenu des retours des personnes ayant essayé le jeu et qui l'ont énormément apprécié, Nadeo et Ubisoft décident de proposer une fonctionnalité dans Trackmania Turbo. La compatibilité est donc confirmée début novembre 2015 par Ubisoft, et annoncée dès que ces casques respectifs seraient sur le marché.

## Bande-son
Trackmania Turbo introduit à la franchise la musique systémique, qui lie l'ambiance sonore au gameplay. Cette fonctionnalité permet d'augmenter ou diminuer l'intensité musicale afin de l'adapter au rythme du gameplay. La musique s'adapte donc en fonction des actions du joueur, s'il passe des checkpoints, s'il fait des drifts, ou encore des sauts. La bande-son est composée de 43 pistes musicales. Elle intègre des productions du label Ed Banger.

## Commercialisation
Trackmania Turbo est dévoilé par Ubisoft le 16 juin lors de l'E³ de l'année 2015. À ce moment-là, la sortie est annoncée sine die. Le 10 juillet 2015, elle est alors prévue pour le 26 novembre 2015,. Le jeu est présenté plus largement lors de la Gamescom 2015 début août à Cologne en Allemagne. Le 1er octobre 2015, la sortie est reportée au début de l'année suivante,. Nadeo a décidé de prendre plus de temps pour rectifier certains éléments remarqués par ceux qui ont pu tester le jeu depuis l'été sur les salons et durant les tests internes, notamment l'interface et le mode multijoueur. Le jeu est par la suite présenté lors de la Paris Games Week en novembre 2015. Le 5 février 2016, la sortie est annoncée pour le 24 mars 2016,. Une bêta ouverte (version d'essai) est lancée du 18 au 21 mars uniquement sur console, sur simple inscription donnant accès au téléchargement du jeu. Florent Castelnérac indique lors d'une interview la veille de la sortie du jeu le chiffre de 500 000 participants à cette bêta. Les précommandes débutent le jour de l'ouverture de la bêta. Trackmania Turbo est édité le 22 mars 2016 sur PlayStation 4, Xbox One uniquement en Amérique du Nord. Il sort le 24 mars 2016 sur PC sous Windows via Steam et sur les deux consoles dans le reste du monde,.

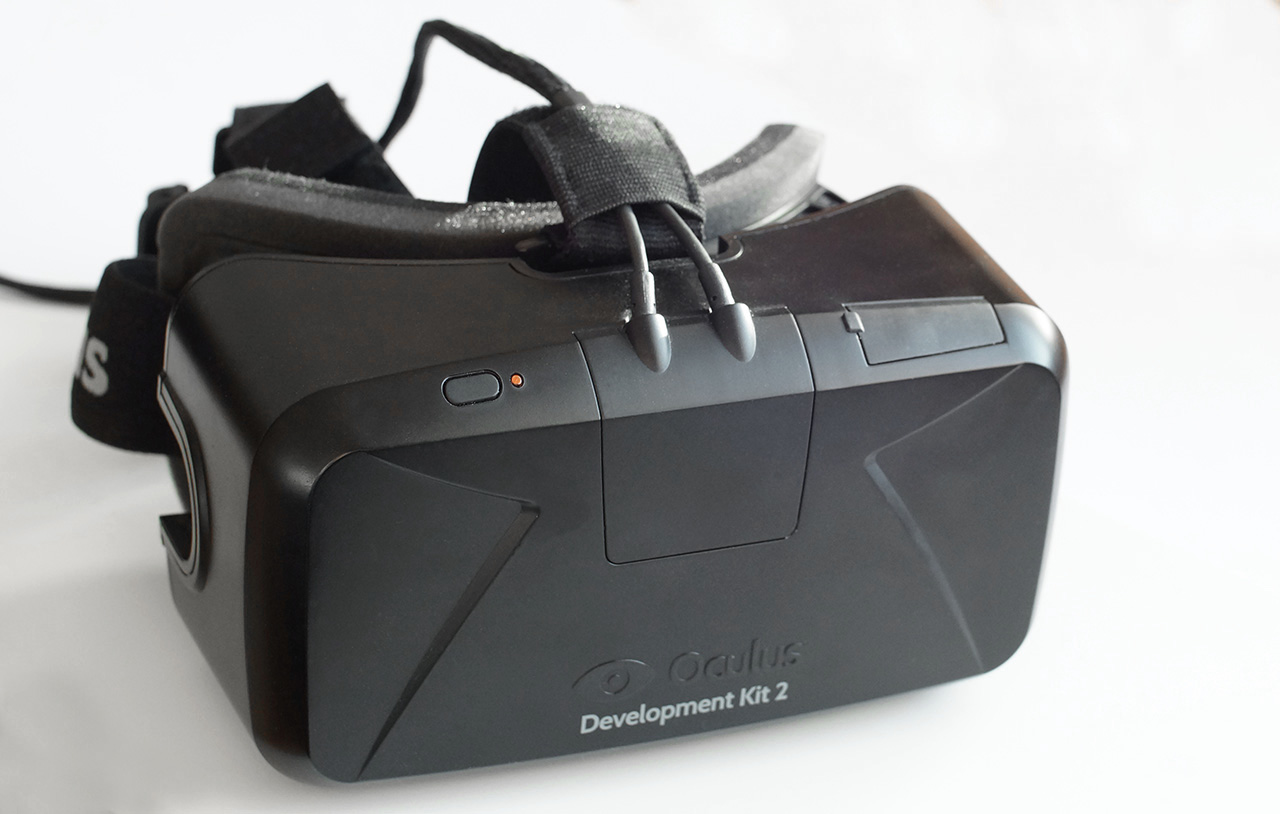
Trackmania Turbo VR est présenté lors de la Paris Games Week 2015, alors compatible avec l'Oculus Rift DK2 et jouable sur simulateur MMOne.

Le jeu en version VR est proposé lors de l'E3 en juin 2015 et à la Gamescom début août 2015 sur Oculus Rift. Il est également présenté à la presse durant la Paris Games Week se déroulant au parc d'exposition Paris Expo Porte de Versailles du 28 octobre au 1er novembre 2015. Le jeu fonctionne alors sur Oculus Rift DK2, relié à un simulateur MMOne, un siège baquet monté sur un bras mécanique équipé de vérins électriques. Le siège permet de réaliser des mouvements à 360° en relation avec l'action affichée dans le jeu. Deux exemplaires de ce simulateur sont donc mis à la disposition du public pour jouer à Trackmania Turbo en réalité virtuelle.
Le 25 octobre 2016, la compatibilité avec la VR se précise : une mise à jour est annoncée pour le 8 novembre suivant, afin de supporter le HTC Vive et le PlayStation VR, respectivement sur Windows et PlayStation 4. Le jeu est bien mis à jour à la date indiquée grâce à un patch proposé gratuitement aux joueurs. À cette occasion, une démo comportant quatre pistes est mise à la disposition des joueurs sur Steam et sur le PlayStation Store. Ce n'est pas la première expérience en relation avec la réalité virtuelle de Nadeo, puisqu'en octobre 2014, TrackMania² se dotait d'une compatibilité avec Oculus Rift DK2,.
Du 1er novembre au 30 novembre 2017, Trackmania Turbo est mis à disposition gratuitement et définitivement sur Xbox One, pour tous les clients Xbox Live Gold dans le cadre du programme Games With Gold,. Le jeu est également disponible gratuitement en téléchargement sur PlayStation 4, via le service PlayStation Plus du 3 avril au 30 avril 2018. L'accès au jeu est suspendu si l'abonnement au service PlayStation Plus arrive à expiration,,,.

## Accueil

### Critiques de la version multi-plates-formes
Trackmania Turbo est très bien accueilli lors de sa sortie par la presse spécialisée, malgré quelques petites critiques diverses et régulières mais minimes de tous les observateurs. Les médias estiment que la franchise n'a rien perdu lors de la conversion sur les consoles next-gen du moment (8e génération) et que le jeu est l'un des meilleurs dans le genre jeu de course arcade sur console (à ce moment-là en 2016). Le jeu totalise une moyenne de notes sur GameRankings de 78,17 % sur PC sur la base de 6 critiques, 79,11 % sur Xbox One sur la base de 9 critiques et 80,46 % sur PlayStation 4 sur la base de 26 critiques. Il totalise une moyenne de notes sur Metacritic de 79 % sur PC sur la base de 13 critiques, 76 % sur PlayStation 4 sur la base de 12 critiques, et 81 % sur PlayStation 4 sur la base de 52 critiques.
Début mars 2016 à l'occasion d'une preview, JeuxActu rappelle que les épisodes TrackMania², Canyon, Stadium et Valley, « n'ont pas vraiment réussi à fidéliser les joueurs ». Le constat étant fait de la grande difficulté à lancer une partie multijoueur sur ces jeux, faute de trouver des adversaires, alors même que TrackMania Nations en free-to-play compte toujours de nombreux joueurs en ligne. Le site estime que Trackmania Turbo est un moyen pour Nadeo de relancer la franchise en apportant un contenu conséquent dans le jeu. Fin mars, Jeuxvideo.com s'interroge quant à la capacité de Trackmania Turbo, de par le contenu « gargantuesque » qu'il propose, à renouveler l’intérêt de la franchise, « légèrement dépeuplée » depuis la sortie des itérations payantes de TrackMania². Pour GamesTM, le choix d'Ubisoft de commercialiser le jeu à un prix limité est une indication confirmant le déclin du jeu de course arcade ces dernières années (2016). Pour Gamekult, c'est l'échec de ShootMania Storm et l'incompréhension autour du fonctionnement de Maniaplanet qui a éclaboussé la franchise TrackMania, et Trackmania Turbo représente donc un nouveau départ.
Selon Eurogamer, les fondamentaux de la franchise sont bien conservés, dans ce « compendium » et « belle mise en valeur de tout ce qui a été fait auparavant ». Pour USGamer, tous les modes de jeu et les fonctionnalités « se combinent pour créer un jeu de course d'arcade complet et durable ». IGN estime que « la plus grande victoire de Trackmania Turbo est peut-être sa capacité à être à la fois incroyablement simple et extrêmement profond ». Pour GameSpot, le gameplay centré sur le contre-la-montre confère au jeu une « sensation rafraichissante », par rapport par exemple aux jeux de la série Forza. Selon Hardcore Gamer, le jeu, qui « regorge de contenu », est « exaltant », mais aussi « généralement exaspérant ». D'après Eurogamer, les quatre voitures reprennent les ajustements opérés dans TrackMania² dans la physique des véhicules. Pour Edge, la courbe d'apprentissage est trop « brutale », avec une difficulté qui devient rapidement « impitoyable », alors que toutes les pistes sont assujetties à un « système de déblocage grossier » obligeant le joueur à obtenir toutes les médailles. Le magazine estime les contrôles trop sensibles, augmentant la difficulté de jeu et l'implication que le joueur doit mettre dans son apprentissage de la conduite. IGN juge pourtant la courbe linéaire, et note la possibilité de contourner le déblocage progressif des pistes. Eurogamer relève également une hyper-sensibilité du buggy présent dans l'environnement Down & Dirty Valley. Gamekult remarque quelques défauts, comme une configuration des boutons inadaptée, ou l'impossibilité de recommencer la course en split screen. Selon Game Informer, la recherche de la meilleure trajectoire pour obtenir le meilleur temps est intéressante, mais le jeu ne reste concentré que sur cet aspect, si bien que le plaisir de jeu est bien présent mais ne dure que très peu dans le temps. GamesTM critique la conception des pistes, trop souvent sur le même principe, parfois plus frustrantes que gratifiantes. Le magazine constate également à regret que les pistes sont assez courtes, moins d'une minute, et que tous les écrans entre les différentes courses sont aussi longs. La fluidité du jeu s'en trouve donc « horriblement » perturbée. Game Informer aurait apprécié pouvoir éditer les pistes générées aléatoirement. Electronic Gaming Monthly est déçu par les limitations de l'éditeur de voitures, qui propose peu de choix, et quand bien même le joueur achète des éléments comme des logos, il ne peut les appliquer s'il appose une skin sur le véhicule. Gameblog et Gamekult relèvent des temps de chargement de piste « assez longs »,. Electronic Gaming Monthly n'apprécie pas les changements de caméras lors de certains tronçons de pistes malgré un choix de position effectué auparavant. Hardcore Gamer estime que l'évaluation des trajectoires en vue subjective n'est pas évidente. La majorité des médias apprécient les différents modes de jeu cachés, amenant de la convivialité et du plaisir de jeu,,. Pour Gamekult, le mode Double driver fait partie des réussites. De son côté, Jeuxvideo.com note en effet de la convivialité dans tous ces modes, mais le site estime qu'aucun d'entre-eux ne dépasse la bonne idée qu'il a été sur le papier, citant pour chacun des désagréments,. Le site apprécie cependant le jeu en ligne, et l'hébergement de serveurs de jeu uniquement sur serveur Nadeo. Edge remarque une amélioration notable de l'interface, maintenant « conviviale et colorée ». IGN regrette l'absence d'un navigateur permettant de gérer le partage des pistes créées par la communauté, ce qui oblige à passer par un site Ubisoft.
Game Informer estime que les graphismes arborent des « couleurs éclatantes », alors que les voitures sont « très rapides ». Electronic Gaming Monthly les juge « superbes » et « hyper colorés ». Hardcore Gamer les qualifie de « plus jolis que jamais ». USGamer considère également qu'ils sont très « détaillés ». De l'avis de GameSpot, les visuels n'atteignent pas le niveau de ceux de jeux comme Project CARS et Forza Motorsport 6, en particulier les voitures qui n'égalent pas le « niveau de détail de simulations de courses plus sérieuses ». Tous les médias relèvent cependant un framerate solide et constant.
Electronic Gaming Monthly critique la bande-son jugée trop répétitive, et la compare à « la démo d'un étudiant de première année d'un collège qui vient de télécharger son premier exemplaire piraté de FL Studio ». Game Informer la qualifie « au mieux d'habituelle pour la série, et au pire d'énervante ». Gamekult la qualifie de « moyenne » et ne retrouve pas d'option pour régler le volume sonore. Du point de vue des bruitages, GameSpot juge les sons de basse et les bruits des voitures solides. Le site critique la musique, composée de différents styles technos, mais estime qu'elle correspond bien au genre arcade.
Edge regrette que la franchise ait mis si longtemps pour être adaptée sur console, « quand vous voyez ce que Nadeo est capable de faire ». Pour Eurogamer, « Trackmania Turbo est tellement convaincant sur console, qu'il ne ressemble pas vraiment au portage tardif d'un jeu PC ». Le site qualifie le jeu d'« ajout sobre, généreux et accueillant à la franchise ». Eurogamer exprime également son plaisir à retrouver tous les environnements dans un seul jeu, après la commercialisation épisodique de TrackMania², et reste surpris que la franchise n'ait rien perdu dans la conversion vers la console. Pour GameSpot, « c'est tout simplement l'un des jeux de course arcade les plus divertissants du marché (2016) ». Pour IGN, le jeu est « rapide, frénétique, amusant et parfois frustrant ». Selon Jeuxvideo.com, il s'installe comme une référence sur console dans ce genre. Selon Canard PC, le jeu est idéal pour ceux qui découvrent la franchise sur console, mais pourrait l'être beaucoup moins pour ceux qui la connaissent déjà sur PC.

### Critiques de la versionVR
GamerGen.com a l'occasion de tester la version VR le 29 octobre 2015 lors de la Paris Games Week se déroulant au parc d'exposition Paris Expo Porte de Versailles. Le site est assez déçu par l'expérience, jalonnée par des bugs graphiques et des plantages d'Oculus Rift, écourtant drastiquement la séance de jeu, qui ne reste finalement pas dans la mémoire du journaliste. Celui-ci considère le rendu « plutôt sympathique de prime abord », et estime que ce n'est pas ce qu'il retiendra de « plus probant pour vanter les mérites du jeu ». Le site spécialisé dans la réalité virtuelle Casques-VR teste également l'un des simulateurs lors du salon, et relate son « grand succès ». Il retrouve le « fun » des pistes atypiques de la franchise, « boosté » par le simulateur et le casque. Le site juge l'« impression de vitesse flagrante » en course. La vue cockpit imposée par le casque nécessite beaucoup de concentration et une grande anticipation de la physionomie des pistes, notamment des virages. Il note que le jeu « s'en sort plutôt bien » côté graphismes, dans la mesure où le casque affiche des visuels en résolution inférieure à sa version commerciale. Les journalistes qui testent le jeu signalent cependant qu'il leur a donné le mal des transports, alors qu'ils sont habitués à la VR et n'y sont normalement pas vraiment sensibles. Après avoir limité les mouvements du siège sur des pistes plus simples, ils dévoilent cependant que cet état est uniquement le résultat des mouvements du corps produit par le simulateur plutôt que par le jeu. Le site rajoute : « le gameplay fort dynamique de TrackMania nous fait dire qu'une utilisation prolongée des casques avec le jeu nous semble difficile ».
Lors de sa publication début novembre 2016, le patch rajoutant la fonctionnalité VR Experience reçoit des avis plutôt positifs. Canard PC apprécie cette mise à jour et précise qu'il est préférable de limiter le jeu à des séances assez courtes de 20 minutes. Le magazine juge les pistes assez faciles et note un placement de caméra légèrement différent par rapport au jeu original, flottante, et qui alterne parfois avec des vues à la première personne. GamerGen.com regrette que tout le jeu ne soit pas en réalité virtuelle, mais estime l'apport tout de même bon avec 40 pistes dédiées. Pour le site, se retrouver directement dans le jeu sur la piste, avec l'impression d'immersion, de ne plus « se retrouver devant son écran » est « jouissif ». Cependant, il juge la maîtrise de la trajectoire peu évidente en vue à la première personne. Il estime que Nadeo a su proposer des pistes courtes et moins torturées que dans le jeu original, mais fidèles à la franchise toujours avec des loopings et des sauts, afin de limiter le mal des transports provoqué par l'usage du casque de réalité virtuelle. Il note toutefois quelques difficultés à supporter le jeu lors des changements de vues. Destructoid ne ressent pas de nausée non-plus, car, selon le site, dans certains enchaînements de virages, la caméra a tendance à rester centrale, plutôt que de suivre précisément leur tracé. Pour le site allemand 4Players, ce placement de caméra empêche de trouver des trajectoires précises. Le site remarque également que celle-ci est toujours axée vers la piste et son déroulement, si bien que cela produit des manques de visibilité à certains endroits. Le site VRHeads aurait apprécié une vue à l'intérieur de l'habitacle et regrette l'absence de l'éditeur de niveau dans la version VR, pourtant annoncé compatible à un certain moment. Pour le site français ETR, spécialisé dans la réalité virtuelle et augmentée, Trackmania Turbo est l'un des plus beaux jeux en VR sur le marché, malgré quelques critiques. Le site estime que la restriction de la partie VR à une infime quantité du contenu du jeu gâche son potentiel. ETR pense qu'en voulant à tout prix limiter les effets de nausée, le jeu perd une grande partie de son sens.

## Postérité

### eSportet scène compétitive
Depuis la sortie de Trackmania Turbo, la communauté de joueurs est encore plus divisée qu'auparavant, puisqu'une partie est restée sur Maniaplanet et un jeu plus axé compétition qu'est TrackMania²: Stadium, alors que d'autres jouent sur Turbo et un jeu plus axé arcade,.
Trackmania Turbo VR est en compétition lors de l'ESWC de 2015 qui se déroule durant la Paris Games Week au parc d'exposition Paris Expo Porte de Versailles du 28 octobre au 1er novembre 2015. L'Allemand Racehans remporte la compétition devant les Français YoYo et Kory, et le Hollandais Koenz. Cette année-là, TrackMania²: Stadium est également en compétition,,.
| ClassementÉdition          | Médaille d'or | Médaille d'argent | Médaille de bronze | 4e place |
| -------------------------- | ------------- | ----------------- | ------------------ | -------- |
| 2015 - Trackmania Turbo VR | Racehans      | YoYo              | Kory               | Koenz    |

### Série et adaptation
Trackmania Turbo offre pour la première fois des modes de jeu secrets et déverrouillables grâce à des codes secrets,,. L'un d'entre-eux, inspiré de Mario Kart, propose un gameplay avec collision entre les véhicules et de nombreux bonus à ramasser, deux mécanismes inédits dans la série,. En outre, les versions consoles du jeu proposent une série de succès à accomplir, aspect également inédit dans la franchise.
Par la suite, Nadeo et Ubisoft publient un nouvel environnement de jeu standalone dans la série TrackMania². TrackMania²: Lagoon sort donc le 23 mai 2017 sur PC via Uplay, Maniaplanet et Steam. Cet univers est une adaptation de l'environnement RollerCoaster Lagoon.
Début janvier 2016, Gamekult place le jeu dans sa liste nommée « Les attentes de la rédac' pour 2016 » et place Trackmania Turbo dans la rubrique « Ceux qu'on attend et pas vous ». Fin mars 2018, IGN le place dans sa liste de jeux vidéo préférés aux plaisirs coupables.

### Ressources primaires
1. 1 2 3  Nadeo. TrackMania Turbo (PlayStation 4, Xbox One). Ubisoft. 22 mars 2016.
2. ↑  Ubisoft, « Trackmania Turbo Informations VR », sur Ubisoft Support.
3. ↑  « ESWC PGW 2015: Résumé du dernier jour », sur ESWC, 1er novembre 2015.
4. 1 2 3 4 5  (en) « ESWC 2015 PGW @ Paris Games Week, 28.10.15 - 01.11.15 », sur ESWC, novembre 2015.

### Interview
1. 1 2 3 4 5 6 7 8 9 10 11 12 13 14 15  (fr + en) Ubisoft, « Trackmania Turbo - The Creative Drive [EUROPE] » [vidéo], sur Chaine YouTube officielle Ubisoft, 30 octobre 2015.
2. 1 2 3 4 5  ZeratoR, « TM Turbo #5 : Map editor et ITW de Nadéo (15:11-31:31) » [vidéo], sur YouTube, 23 mars 2016.
3. 1 2 3 4  (en) Ubisoft, « Trackmania Turbo - Gameplay Walkthrough [EUROPE] » [vidéo], sur Chaine YouTube officielle Ubisoft, 9 juillet 2015.
4. 1 2  Eternity, « Dev'Insider: Interview of Helsinki (18 janvier 216) - TrackMania Turbo News - interview d'un membre » [vidéo], sur YouTube, 27 janvier 2016.
5. ↑  (en) « TrackMania: Quo vadis? », sur Tollenz Lions, 12 octobre 2016.

### Ressources secondaires
1. 1 2  (en) Matt Porter, « TrackMania Turbo Release Date Revealed », sur IGN, 5 février 2016.
2. ↑  (en) Tom Phillips, « Trackmania Turbo finally has a release date », sur Eurogamer, 5 février 2016.
3. 1 2  (en) Alice O'Connor, « Zim Zam Zoom: TrackMania Turbo Released », sur Rock, Paper, Shotgun, 24 mars 2016.
4. 1 2  (en) Andy Chalk, « Trackmania Turbo shows off its moves in new gameplay trailer », sur PC Gamer, 10 juillet 2015.
5. 1 2 3 4 5 6 7 8 9  Eric de Brocart, « Preview - Trackmania Turbo : nos impressions après trois heures de jeu », sur GamerGen.com, 29 février 2016, p. 1-2.
6. 1 2 3 4 5 6 7 8  (en) David Jenkins, « Game review: TrackMania Turbo is a great value split screen racer », sur Metro, 24 mars 2016.
7. 1 2 3 4 5 6 7 8  (en) Jaz Rignall, « Trackmania Turbo PS4 Review: Pure Arcade Racing », sur USgamer, 24 mars 2016.
8. 1 2 3 4 5 6 7 8  (en) James Cunningham, « Review: Trackmania Turbo », sur Hardcore Gamer, 21 mars 2016.
9. 1 2 3 4 5  Isatis, « Preview : Trackmania Turbo », sur Level 1, 19 mars 2016.
10. 1 2 3 4 5 6 7  Rami Bououd, « Trackmania Turbo : Nos impressions au plus près de l'asphalte », sur Gameblog, 2 mars 2016.
11. 1 2 3 4 5 6 7 8 9  Rmax, « Preview : on a testé Trackmania Turbo sur Oculus Rift et simulateur MMOne », sur Casques-VR, 4 novembre 2015.
12. 1 2 3 4 5 6 7 8 9 10  (en) Luke Reilly, « Trackmania Turbo Review », sur IGN, 24 mars 2016.
13. 1 2  (en) Jeb Haught, « Trackmania Turbo Review », sur Game Revolution, 30 mars 2016.
14. 1 2 3 4 5 6 7 8 9 10 11  (en) Matt Buchholtz, « TrackMania Turbo review », sur Electronic Gaming Monthly, 23 mars 2016.
15. 1 2 3 4 5 6 7 8  « Preview de TrackMania : Turbo », sur JeuxVideo-Live, 29 février 2016.
16. 1 2 3 4 5 6 7 8 9  (en) Jason D'Aprile, « Trackmania Turbo Review  », sur GameSpot, 28 mars 2016.
17. 1 2 3 4 5  (en) « TrackMania Turbo review », sur GamesTM, 1er juin 2016.
18. 1 2 3 4 5 6 7 8  (en) Martin Robinson, « Trackmania Turbo review », sur Eurogamer, 24 mars 2016.
19. 1 2 3 4 5 6 7 8 9 10 11 12 13 14 15 16 17 18 19 20 21 22  Damien Greffet, « TrackMania Turbo : on y a joué et ça va grave swinguer ! », sur JeuxActu, 3 mars 2016.
20. 1 2 3 4  Alexizaki, « Preview Trackmania Turbo sur PS4 – Impressions et vidéo », sur JVFrance, 1er mars 2016.
21. 1 2  (en) Jordan Devore, « Review: TrackMania Turbo », sur Destructoid, 22 mars 2016.
22. 1 2 3 4 5 6 7 8  Julien Hubert, « Test. TrackMania Turbo (PS4, Xbox One, PC) », sur Gameblog, 1er avril 2016.
23. 1 2  (en) Jordan Devore, « TrackMania Turbo looks out of control », sur Destructoid, 10 juillet 2015.
24. 1 2 3 4  Soulmat, « PGW 2015 - Preview - Trackmania Turbo : nous l'avons testé avec et sans réalité virtuelle », sur GamerGen.com.
25. 1 2 3 4 5 6 7  (en) Matthew Kato, « Trackmania Turbo - The Endless Race - Xbox One », sur Game Informer, 1er avril 2016.
26. 1 2 3 4 5 6 7 8 9 10 11 12 13 14  Panthaa, « Gamescom : TrackMania Turbo fait le plein d'infos et d'images », sur Jeuxvideo.com, 5 août 2015.
27. 1 2 3 4  Fabien Pellegrini, « Test TrackMania Turbo : le jeu de courses aux sensations fortes », sur JeuxActu, 23 mars 2016.
28. 1 2 3 4  (de) horsten Küchler, « Trackmania Turbo im Test - Erlaubt ist, was Fahrspaß macht », sur GameStar, 21 mars 2016.
29. 1 2 3 4 5 6 7 8 9 10  Silent_Jay, « PGW : Trackmania Turbo - Tour de pistes chaloupées », sur Jeuxvideo.com, 31 octobre 2015.
30. 1 2  _Yaga_, « TrackMania Turbo annoncé pour le 24 mars », sur Jeuxvideo.com, 5 février 2016.
31. 1 2 3 4 5 6 7 8 9 10 11 12 13 14 15  Panthaa, « Aperçu du Trackmania Turbo : Plus fun, plus complet et plus vif ! », sur Jeuxvideo.com, 29 mars 2016.
32. 1 2 3 4 5 6 7 8  rivaol, « Test : TrackMania Turbo, la référence du jeu de courses online », sur Jeuxvideo.com, 22 mars 2016.
33. 1 2  (en) Phil Iwaniuk, « Trackmania Turbo has secret multiplayer modes unlocked with Konami codes, and I’ve played them », sur PCGamesN, 29 février 2016.
34. ↑  MGM, « Trackmania Turbo », sur Press-Start.be, 7 avril 2016.
35. 1 2 3 4 5 6 7 8  ExServ, « Test de TrackMania Turbo », sur Gamekult, 23 mars 2016.
36. ↑  (en) Alice O'Connor, « Trackmania Turbo’s Upside-Down Roads & One-Car Co-op », sur Rock, Paper, Shotgun, 10 juillet 2015.
37. ↑  AoNoShiro, « E3 2016 - E3> Trackmania Turbo se précise », sur Gamekult, 16 juin 2015.
38. 1 2 3  CBL, « Trackmania Turbo : le multi en action », sur Factornews, 5 février 2016.
39. 1 2 3  Jarod, « Trackmania Turbo : les possibilités multijoueur », sur Gamekult, 11 mars 2016.
40. 1 2 3 4  Epyon, « E3 2015 : TrackMania Turbo démarre en trombe », sur Jeuxvideo.com, 16 juin 2015.
41. ↑  daFans, « E3 2015 : Un TrackMania pour Morpheus pourrait être dévoilé par Sony », sur Jeuxvideo.com, 15 mai 2015.
42. 1 2 3 4  Jarod, « Trackmania Turbo en VR avec une démo », sur Gamekult, 8 novembre 2016.
43. ↑  Maxime Chao, « TrackMania Turbo : une mise à jour qui rend le jeu compatible avec la VR », sur JeuxActu, 8 novembre 2016.
44. 1 2 3 4 5 6 7 8 9 10 11 12 13 14  Eric de Brocart, « Test - Trackmania Turbo : que vaut la partie « VR Experience » avec le PlayStation VR ? », sur GamerGen.com, 9 novembre 2016.
45. 1 2 3  (de) Benjamin Schmädig, « Trackmania Turbo - Test », sur 4Players, 9 novembre 2016.
46. 1 2 3 4  (en) Cale Hunt, « Trackmania Turbo VR review: it's you against the track », sur VRHeads, 12 janvier 2017.
47. 1 2  (en) Jordan Devore, « Surprisingly, TrackMania Turbo's VR mode didn't make me feel ill », sur Destructoid, 8 novembre 2016.
48. ↑  (en) Nathan Brown, « TrackMania Developer Happy On PC », sur Edge, 24 mai 2011.
49. ↑  CBL, « TrackMania Turbo : Ubisoft se lance dans la RV », sur Factornews, 16 juin 2015.
50. ↑  Jarod, « Trackmania Turbo : les choix créatifs », sur Gamekult, 2 novembre 2015.
51. ↑  (en) Mike Boccher, « Trackmania Turbo announced for Xbox One, PS4, and PC », sur GameZone, 15 juin 2015.
52. ↑  Jarod, « Trackmania Turbo : du gameplay commenté », sur Gamekult, 10 juillet 2015.
53. 1 2  mrderiv, « TrackMania Turbo est retardé à début 2016 », sur Jeuxvideo.com, 2 novembre 2015.
54. ↑  ExServ, « Trackmania Turbo repoussé à début 2016 », sur Gamekult, 1er octobre 2015.
55. ↑  ExServ, « TrackMania Turbo démarre le 24 mars », sur Gamekult, 5 février 2016.
56. ↑  ExServ, « Une bêta ouverte pour Trackmania Turbo », sur Gamekult, 16 mars 2016.
57. ↑  Rédaction, « Promo : Trackmania Turbo à -25% », sur Jeuxvideo.com, 18 mars 2016.
58. ↑  Kamisamabob, « PlayStation Store : Les téléchargements de la semaine du 22 au 28 mars 2016 », sur Jeuxvideo.com, 23 mars 2016.
59. ↑  Jarod, « Ubisoft montre ses jeux VR », sur Gamekult, 25 octobre 2016.
60. ↑  (es) Juanlo, « Trackmania 2 ya es compatible con Oculus Rift DK2 », sur Real O Virtual, 18 octobre 2014.
61. ↑  (en) Nodwin Gaming, « Racing games you can enjoy with the Oculus Rift », sur Red Bull, 6 mars 2015.
62. ↑  (en) Gianni Molinaro, « Xbox Games with Gold : Voici les jeux "gratuits" de novembre 2017 », sur Gameblog, 26 octobre 2017.
63. ↑  (en) Eddie Makuch, « Last Chance For Free Xbox One Games With Gold Of November 2017 », sur GameSpot, 30 novembre 2017.
64. ↑  ChewbieFR, « PlayStation Plus : Mad Max et Trackmania Turbo en avril », sur Jeuxvideo.com, 28 mars 2018.
65. ↑  Jarod, « Mad Max et Trackmania Turbo se profilent pour les abonnés PlayStation Plus », sur Gamekult, 28 mars 2018.
66. ↑  Laurely Birba, « PlayStation Plus : Mad Max et TrackMania Turbo gratos pour avril 2018 », sur JeuxActu, 29 mars 2018.
67. ↑  Julien, « PlayStation Plus : Présentation des jeux de mai 2018 », sur ActuGaming.net, 30 avril 2018.
68. 1 2  Ackboo, « Test TrackMania Turbo », Canard PC, no 337,‎ 15 avril 2016 (résumé).
69. 1 2 3 4 5  (en) « TrackMania Turbo », Edge, no 293,‎ juin 2016 (lire en ligne).
70. ↑  (en) Chris Carter, « Trackmania Turbo (PC) Review », sur CGM, 21 avril 2016.
71. ↑  (lt) Alan Bell, « Trackmania Turbo review », sur Gameplanet, 4 avril 2016.
72. 1 2  (en) « Trackmania Turbo - PlayStation 4 », sur Metacritic, novembre 2018.
73. 1 2  (en) « Trackmania Turbo - Xbox One », sur Metacritic, novembre 2018.
74. 1 2  (en) « Trackmania Turbo - PC », sur Metacritic, novembre 2018.
75. ↑  (en) « Trackmania Turbo for PC », sur GameRankings, novembre 2018.
76. ↑  (en) « Trackmania Turbo for Xbox One », sur GameRankings, novembre 2018.
77. ↑  (en) « Trackmania Turbo for PlayStation 4 », sur GameRankings, novembre 2018.
78. 1 2  Ackboo, « TrackMania Turbo SAV », sur Canard PC, 30 novembre 2016.
79. ↑  Dracul, « Test - Trackmania Turbo VR : Ou quand Nadeo avait le jeu de course VR idéal mais décide de se tirer une balle dans le pied », sur ETR, 16 février 2017.
80. ↑  JackFlash, « TrackMania peut-il revenir sur le devant de la scène eSport ? », sur Jeuxvideo.com, 28 janvier 2016.
81. ↑  [Official]Chri6, « PGW : Le programme eSport du salon », sur Jeuxvideo.com, 27 octobre 2015.
82. 1 2  ChewbieFR, « TrackMania² : Lagoon paraîtra sur PC le 23 mai 2017 », sur Jeuxvideo.com, 9 mai 2017.
83. ↑  CBL, « Nouveau jeu : TrackMania 2 Lagoon », sur Factornews, 24 mai 2017.
84. ↑  La rédaction, « Les attentes de la rédac' pour 2016 », sur Gamekult, 8 janvier 2016.
85. ↑  (en) « These Are Our Favorite Guilty Pleasure Video Games Video », sur IGN, 31 mars 2018.